# Thomas Galdames
Thomas Ignacio Galdames Millán (ur. 20 listopada 1998 w Santiago) – chilijski piłkarz występujący na pozycji lewego lub środkowego obrońcy, od 2023 roku zawodnik argentyńskiego Godoy Cruz.
Jego ojciec Pablo Galdames oraz bracia Pablo Galdames i Benjamín Galdames również są piłkarzami.